# Molières 2002
La 16e Nuit des Molières a eu lieu le 1er avril 2002 au Théâtre Mogador et fut présidée par Jean Piat.
Un Molières d'honneur a été décerné au couple Simone Valère-Jean Desailly et à Annie Girardot pour l'ensemble de leur carrière. La cérémonie a été mise en scène par Jean-Luc Tardieu et diffusée en direct sur France 2 à 20 h 50.

## Molière du comédien
- Jean-Paul Roussillon dans Le Jardin des apparences
  - Pierre Arditi dans L'Ecole des femmes
  - Philippe Clay dans Visites à Mister Green
  - André Dussollier dans Monstres sacrés, sacrés monstres
  - Samuel Labarthe dans La Boutique au coin de la rue

## Molière de la comédienne
- Annie Girardot dans Madame Marguerite
  - Clémentine Célarié dans Madame Sans-Gêne
  - Florence Pernel dans La Boutique au coin de la rue
  - Muriel Robin dans La Griffe
  - Caroline Silhol dans Elvire

## Molière du comédien dans un second rôle
- Maurice Chevit dans Conversations avec mon père
  - Stéphane Hillel dans Impair et père
  - Philippe Magnan dans Elvire
  - Wojtek Pszoniak dans La Boutique au coin de la rue
  - Michel Vuillermoz dans Madame Sans-Gêne

## Molière de la comédienne dans un second rôle
- Annie Gregorio dans Théâtre sans animaux
  - Nadia Barentin dans La Griffe
  - Denise Chalem dans Conversations avec mon père
  - Anne Consigny dans Elvire
  - Claire Nadeau dans Le Jardin des apparences
  - Josiane Stoléru dans La Ménagerie de verre

## Molière de la révélation théâtrale
- Éric Elmosnino dans Léonce et Léna au Théâtre de l'Odéon

- - Yannis Baraban dans Bent
  - Benjamin Boyer dans Bent
  - Thomas Joussier dans Visites à Mister Green
  - Robert Plagnol dans Leo

- Rachida Brakni dans Ruy Blas à la Comédie-Française
  - Françoise Gillard dans Le Mal court
  - Eva Green dans Jalousie en trois fax
  - Hélène Seuzaret dans Plus vraie que nature
  - Agnès Sourdillon dans L'Ecole des femmes

## Molière de la meilleure pièce du répertoire
- Bent au Théâtre de l'Œuvre
  - Le Dindon
  - Elvire
  - Madame Sans-Gêne
  - Ruy Blas

## Molière de la meilleure pièce de création
- La Boutique au coin de la rue
  - La Griffe
  - Jalousie en trois fax
  - Théâtre sans animaux
  - Visites à Mister Green

## Molière du meilleur spectacle comique
- Théâtre sans animaux au Théâtre Tristan Bernard
  - Le Dindon
  - Impair et Père
  - Madame Doubtfire

## Molière du spectacle musical
- Frou-Frou les Bains au Théâtre Daunou
  - I do I do
  - La Vie parisienne

## Molière du meilleur one man show ou spectacle de sketches
- Philippe Avron dans Le Fantôme de Shakespeare
  - Dany Boon dans En parfait état
  - Jean-Paul Farré dans La Traversée de la musique en solitaire

## Molière de l'auteur
- Jean-Michel Ribes pour Théâtre sans animaux
  - Claude d'Anna, Laure Bonin pour La Griffe
  - Jean-Marie Besset dans Marie Hasparen
  - Marie NDiaye dans Hilda
  - Véronique Olmi dans Le Jardin des apparences

## Molière de l'adaptateur
- Evelyne Fallot, Jean-Jacques Zilbermann pour La Boutique au coin de la rue
  - Stéphanie Galland, Thomas Joussier pour Visites à Mister Green
  - Léna Grinda, Thierry Lavat pour Bent
  - Jean-Claude Grumberg pour Conversations avec mon père

## Molière du metteur en scène
- Jean-Jacques Zilbermann pour La Boutique au coin de la rue au Théâtre Montparnasse
  - Annick Blancheteau pour La Griffe
  - Patrice Kerbrat pour Elvire
  - Didier Long pour Jalousie en trois fax
  - Alain Sachs pour Madame Sans-Gêne

## Molière du décorateur scénographe
- Stéfanie Jarre pour La Boutique au coin de la rue
  - Guy-Claude François pour Madame Sans-Gêne
  - Edouard Laug pour Elvire
  - Jean-Marc Stehlé pour Théâtre sans animaux

## Molière du créateur de costumes
- Pascale Bordet pour Le Dindon
  - Catherine Gorne pour La Boutique au coin de la rue
  - Emmanuel Peduzzi pour Madame Sans-Gêne
  - Ezio Toffolutti pour Ruy Blas

## Molière du créateur de lumières
- Jacques Rouveyrollis pour La Boutique au coin de la rue
  - Laurent Béal pour Elvire
  - Gaëlle de Malglaive pour Jalousie en trois fax
  - Philippe Quillet pour Madame Sans-Gêne

## Molière d'honneur
- Annie Girardot
- Simone Valère et Jean Desailly

- 5 « Molières » pour La Boutique au coin de la rue, de  Miklos Laszlo, une adaptation du film d'Ernst Lubitsch, mise en scène par Jean-Jacques Zilbermann.
- 3 « Molières » pour Théâtre sans animaux, de Jean-Michel Ribes, mise en scène par Jean-Michel Ribes.